# Fenilcetonúria
La fenilcetonúria o idiòcia fenilpirúvica (pel seu nom en anglès també anomenada PKU, Phenylketonuria) és una malaltia genètica autosòmica recessiva del metabolisme caracteritzada per una mutació del gen que sintetitza l'enzim hepàtic fenilalanina hidroxilasa (PAH), que en provoca la disfuncionalitat. Aquest enzim és necessari per a transformar l'aminoàcid fenilanina (Phe) en l'aminoàcid tirosina (Tyr). Quan l'activitat del PAH es redueix, la fenilalanina s'acumula i es transforma en fenilpiruvat (també conegut com a fenilcetona) que es pot detectar en l'orina.
Perquè es manifesti la idiòcia fenilpirúvica cal l'herència genètica i que a més la persona ingereixi l'aminoàcid fenilalanina, que és present en l'aspartam i en molts aliments vegetals i animals rics en proteïnes, com la carn, el peix, els ous, els lactis, la soja, les llentilles o els cigrons. El gen modificat fa que el procés metabòlic de la fenilalanina, en comptes d'encaminar-se a formar melanina, produeixi una substància tòxica per al cervell. És per això que els malalts tenen defectes en la pigmentació i problemes deguts a la mort de les neurones, com hiperirritabilitat, hiperactivitat, convulsions, vòmits i retard mental greu, de quocient intel·lectual inferior a 20/100. Aquests símptomes apareixen entorn dels sis mesos d'edat si no se segueix cap dieta, però es poden evitar completament controlant que ni en la dieta ni en forma de fàrmacs no es consumeixi fenilalanina.
D'ençà de la seva descoberta, s'han fet grans avenços en el seu tractament. Actualment el mateix pacient pot portar a terme el tractament amb reeixida, però sempre amb supervisió mèdica constant per a evitar els possibles efectes secundaris més greus. En canvi, si aquesta situació es deixa sense tractament pot causar problemes en el desenvolupament del cervell els quals poden conduir a un retard mental progressiu, dany cerebral i convulsions. Els primers casos de PKU van ser tractats amb una dieta baixa en fenilalanina. Les investigacions més recents han mostrat que la dieta per si sola pot no ser suficient per a prevenir els efectes negatius de nivells elevats de fenilalanina. El tractament òptim consisteix a mantenir els nivells de Phe en sang en un rang segur mentre es controla la dieta i el desenvolupament cognitiu. No hi ha cura per a la PKU, però els pacients que es diagnostiquen a temps i mantenen una dieta estricta poden arribar a tenir una vida normal amb un desenvolupament mental normal.

## Història
La Fenilcetonúria va ser descoberta pel metge noruec Ivar Asbjørn Følling el 1934, quan es va adonar de la hiperfenilalaninèmia (HPA) es va associar amb retard mental. A Noruega, aquest trastorn es coneix amb el nom de "malaltia Følling", el nom del seu descobridor. El doctor Følling va ser un dels primers metges a aplicar l'anàlisi detallat per a l'estudi de malalties. La seva acurada anàlisi de l'orina de dos germans afectats el va portar a sol·licitar molts metges a prop d'Oslo perquè analitzessin l'orina d'altres pacients afectats. Tot això va portar al descobriment de la mateixa substància que ell ja havia trobat en vuit pacients. Va dur a terme una seguit de proves i va trobar reaccions que donaven com a productes benzaldehid i àcid benzoic, això li va permetre arribar a la conclusió que el compost contenia un anell de benzè. Les proves posteriors van demostrar que el punt de fusió era el mateix que l'àcid fenilpiruvic, cosa que indicava que la substància es trobava en l'orina. La seva ciència acurada va inspirar molts cercadors a dedicar-se de manera similar a la investigació meticulosa i conscienciosa d'altres trastorns.

## Detecció i presentació
La PKU és comunament inclosa en el panell de cribratge neonatal de la majoria de països, amb variades tècniques de detecció. La majoria dels nadons en els països desenvolupats són examinats per a detectar la fenilcetonúria poc després del naixement. La detecció d'aquesta malaltia es realitza amb l'assaig d'inhibició bacteriana (prova de Guthrie), immunoassaigs que utilitzen tècniques de fotometria i fluorimetria o la mesura d'aminoàcids utilitzant espectrometria de masses tàndem (MS/MS). Les mesures fetes amb MS/MS determinen les concentracions de Phe i la proporció d'aquesta aminoàcid en la tirosina els quals seran elevats en la fenilcetonúria.
Si aquesta malaltia no és detectada durant les proves que es fan generalment entre el segon i el setè dia després del naixement (les mostres extretes es realitzen mitjançant la punció del taló neonatal) la malaltia es pot presentar clínicament amb convulsions, albinisme (massa pell i pèl ros) i una característica "olor a ranci" de la suor i l'orina del bebè a causa del fenilacetat, un dels productes cetònics produïts). En la majoria dels casos, s'ha de fer una repetició de la prova aproximadament al cap de dues setmanes d'edat per a verificar els resultats de la prova inicial o descobrir qualsevol indici de fenilcetonúria que no es detectà inicialment.
Els nens no tractats no presenten cap anomalia en néixer, però les conseqüències es fan visibles en les primeres etapes del desenvolupament, ja que desenvolupen microcefàlia i presenten un deteriorament progressiu de la funció cerebral. La hiperactivitat, les alteracions de l'EEG, les convulsions i les greus dificultats d'aprenentatge són alguns dels problemes clínics que apareixeran progressivament al llarg del temps. Altres síndromes característics són l'olor rància de la pell, els cabells, la suor i l'orina (degut a l'acumulació de fenilacetat) i una tendència a la hipopigmentació i èczema.
En contrast, els nadons als quals els detecten i tracten aquesta malaltia són menys propensos a desenvolupar problemes neurològics, a tenir convulsions o retard mental, encara que aquests trastorns clínics són totalment possibles fins i tot en un nen que rep tractament.

## Fisiopatologia

### Fenilcetonúria clàssica

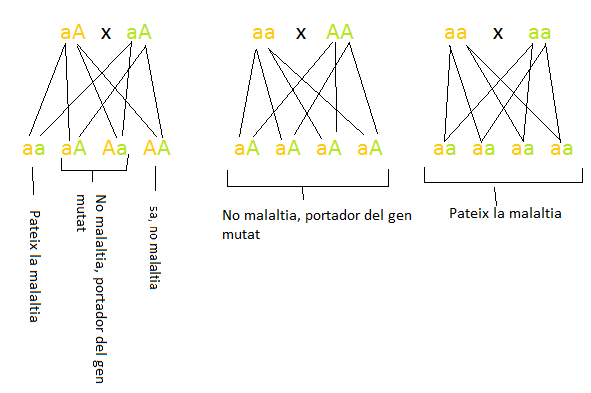
herència recessiva autosòmica

La fenilcetonúria clàssica és causada per una mutació que afecta el gen de l'enzim fenilalanina hidroxilasa (PAH), que converteix l'aminoàcid fenilalanina en altres components essencials del cos. A tot i això, també hi ha altres mutacions que poden causar aquesta malaltia. Aquest és un exemple d'heterogeneïtat genètica. El gen en qüestió es troba en el cromosoma 12 en les bandes 12q22-q24.1 i ja s'han trobat més de 470 mutacions d'aquest gen que causen malalties, entre els quals es poden destacar la fenilcetonúria i la hiperfenilalaninèmia (una acumulació de fenilalanina menys greu).
La fenilcetonúria és coneguda per ser un trastorn genètic autosòmic recessiu. Això significa que ambdós pares han de tenir almenys un al·lel mutant del gen del PAH i que el nen ha heretat de cada pare l'al·lel mutat, és a dir, que els seus dos al·lels presenten la mutació. Per tant, no és impossible per a una persona amb la malaltia (els dos al·lels essent mutats) de tenir un fill sense aquest trastorn si l'altra persona té almenys un dels dos al·lels funcionals. No obstant això, un nen de dos pares que presenten la malaltia heretarà els dos gens mutats inevitablement i, per tant, ell també presentarà aquesta malaltia.
La fenilcetonúria no és exclusiva dels humans, ja que s'ha observat que pot existir en els ratolins, els quals han estat àmpliament utilitzats en els experiments duts a terme amb el fi de trobar un tractament efectiu. Quan el genoma del mico Macaca mulatta va ser seqüenciat es va trobar que el gen que codifica la fenilalanina hidroxilasa té la mateixa seqüència que, en els humans, genera la mutació que provoca la fenilcetonúria.

### Hiperfenilalaninèmia amb deficiència de tetrahidrobiopterina
Una forma més rara de la hiperfenilalaninèmia es produeix quan el PAH és normal, però hi ha un defecte en la biosíntesi o el reciclatge del cofactor tetrahidrobiopterina (BH4) per part del pacient. Aquest cofactor és necessari per al correcte funcionament de l'enzim. El coenzim, dit biopterina, es pot utilitzar com un suplement del tractament.
La deficiència de tetrahidrobiopterina pot ser causada per defectes en quatre gens diferents. Segons el gen que la causa aquesta malaltia rep noms diferents: HPABH4A, HPABH4B, HPABH4C i HPABH4D.
Els nivells de dopamina poden ser utilitzats per la diferenciació entre aquests dos tipus de fenilcetonúria esmentats. La tetrahidrobiopterina serveix per convertir la fenilalanina en tirosina, però també per convertir la tirosina en L-DOPA a través de l'enzim tirosina hidroxilasa, que a la vegada es converteix en dopamina. Els baixos nivells de dopamina es tradueixen en altes quantitats de prolactina, en canvi en el cas de la clàssica fenilcetonúria els nivells de prolactina són relativament normals.

## Rutes metabòliques
L'enzim fenilalanina hidroxilasa converteix normalment la fenilalanina aminoàcida en la tirosina amino àcida. Si aquesta reacció no té lloc, la fenilalanina s'acumula i la tirosina és deficient. L'excés de fenilalanina pot ésser metabolitzat en fenilcetones a través d'una ruta menor, una ruta d'aminotransferasa amb glutamat. Els metabòlits són el fenilacetat, el fenilpiruvat i la fenetilamina. Els elevats nivells de fenilalanina a la sang i la detecció de fenilcetones a l'orina serveix per al diagnòstic, però la majoria dels pacients es diagnostiquen mitjançant panell de criblatge neonatal.
La fenilalanina és un aminoàcid neutral llarg (AANL). Els AANLs competeixen entre ells a nivell del transport a través la barrera hematoencefàlica (BHE) amb l'ajuda d'un transportador d'aminoàcids neutrals llargs (TAANL). Si la fenilalanina es troba en excés a la sang, el transportador se saturarà. Els nivells excessius de fenilalanina tendeixen a disminuir els nivells d'altres AANL al cervell. Malauradament, com que aquests aminoàcids són necessaris per a la síntesi de proteïnes i de neurotransmissors, aquesta augmentació de fenilalanina dificulta el desenvolupament del cervell, causant-hi un retard mental.

## Tractament
Si la PKU és diagnosticada suficientment d'hora, un nadó afectat pot créixer amb un desenvolupament del cervell normal, però només si es controlen els nivells de fenilalanina via una dieta o amb la combinació d'aquesta i de medicació. Els nivells òptims de fenilalanina són entre 120 i 360 µmol/L, i es volen complir almenys durant els primers 10 anys. Quan la fenilalanina no pot ésser metabolitzada pel mateix cos, una quantitat anormalment elevada s'acumula a la sang i és tòxic pel cervell. Quan no es tracta, les complicacions de la PKU inclouen retard mental, anormalitats de les funcions cerebrals, microcefàlia, trastorns d'humor, funcionament irregular motor i problemes de comportament com TDAH.
Tots el pacients amb PKU han de seguir una dieta especial baixa en fenilalanina per un desenvolupament òptim del cervell. La idea de "Dieta per tota la vida" ha esdevingut un estàndard recomanat per la majoria dels experts. La dieta requereix una severa restricció o eliminació d'aliments que contenen molta fenilalanina, com la carn, el pollastre, el peix, els ous, les nous, el formatge, els llegums, la llet i altres productes del nostre dia a dia. Els aliments midonats, com les patates, el pa, la pasta i el blat de moro han d'ésser monitorats. Els infants poden alletar per gaudir de tots els beneficis de la llet materna, però la quantitat també ha d'ésser monitorada i la complementació dels nutrients que falten també estarà requerida. L'aspartam, present en la majoria d'aliments i begudes dietètiques, s'ha d'evitar: l'aspartam està compost de fenilalanina i d'àcid aspàrtic.
Les llets maternitzades complementàries s'utilitzen en aquests pacients per a proveir els aminoàcids i altres nutrients necessaris que, en cas contrari, mancarien d'una dieta baixa en fenilalanina. Mentre el nen creix, aquesta llet pot ésser substituïda per pastilles i aliments especialment tractats: la fenilalanina és necessària per a la síntesi de proteïnes essencials per a un creixement apropiat, però s'ha de mantenir el nivell de fenilalanina normal. A més a més, la tirosina (un derivat de la fenilalanina) pot ésser complementada
L'administració oral de tetrahidrobiopterina (o BH4, un cofactor per a l'oxidació de fenilalanina) pot reduir els nivells d'aquest aminoàcid a la sang en alguns pacients. La companyia BioMarin Pharmaceutical ha produït una preparació de pastilles de diclorur de sapropterina (Kuvan), una forma de tetrahidrobiopterina. Kuvan és el primer medicament que pot ajudar els pacients que tenen la PKU i que responen amb efectivitat a la dòsi de BH4 (representen la meitat de la població que té PKU), disminuint-ne els nivells de fenilalanina. Alguns pacients que responen al Kuvan positivament, poden menjar alguns aliments que continguin fenilalanina. Kuvan ha estat aprovat per la FDA per a l'ús de la teràpia de PKU. Alguns dels cercadors i clínics que treballen amb la PKU troben que Kuvan és una addició segura i efectiva a la dieta, i que és beneficiós per als pacients que pateixen de la PKU. Diverses teràpies diferents estan actualment en investigació, incloent-hi la teràpia gènica, la teràpia de substitució d'enzims i d'aminoàcids amb la fenilalanina amònica liasa. En el passat, a les persones amb PKU se'ls permetia de sortir de la dieta després de fer entre 8 o 18 anys. Avui dia, la majoria dels experts recomanen de seguir la dieta tot el llarg de la vida.

## Fenilcetonúria materna
Per a les dones amb PKU, és essencial per a la vida dels seus fills mantenir els nivells de fenilalanina baixos abans i durant l'embaràs. Encara que el fetus en procés de desenvolupament pot només ésser portador del gen PKU, el medi intrauterí pot tenir els nivells elevats de fenilalanina i pot passar cap a la placenta. El fill pot desenvolupar una malaltia congènita del cor, retard en el creixement, microcefàlia i retard mental com a conseqüència. El fet que les dones embarassades tinguin la PKU no comporta patir riscos addicionals durant l'embaràs.
En la majoria de països, les dones amb PKU que desitgen tenir un fill han de disminuir els seus nivells de fenilalanina a la sang (normalment entre 2 i 6 µmol/dL) abans d'ésser embarassades, i de controlar amb cura els seus nivells durant l'embaràs. Això s'aconsegueix fent anàlisis de sang regularment i seguint estrictament a una dieta, generalment controlada dia rere dia per un especialista. En la majoria de casos, quan el fetge del fetus comença a desenvolupar-se i a produir PAH amb normalitat, els nivells de fenilalanina de la mare disminueixen bruscament: li cal ingerir fenilalanina per tal de recuperar aquesta pèrdua: deu doblar o triplicar la seva dosi de fenilalanina cap a la fi de l'embaràs. Quan els nivells de fenilalanina són menys de 2 µmol/dL, reports anecdòtics indiquen que les mares poden patir efectes adversos, com ara mals de cap, nàusees, pèrdua de cabell i malestar general. Quan els nivells baixos de fenilalanina es mantenen durant la duració de l'embaràs, no hi ha un nivell de risc elevat que neixi un fill amb defectes, comparat amb un fill nascut d'una mare sense PKU. Els nadons amb PKU poden beure llet materna mentre prenguin alhora un medicament especial metabòlic. Unes investigacions indiquen que una dieta exclusiva de llet materna per a nadons amb PKU pot alterar els efectes de la deficiència, però que durant la lactància la mare ha de mantenir la dieta per a mantenir els nivells de fenilalanina baixos; encara que cal més investigació. Un científic americà va anunciar al Juny de 2010 que es durà a terme una investigació exhaustiva sobre la mutació del gens en el genoma humà. La seva prioritat més important és la PKU, ja que ha esdevingut cada vegada més comuna i que els qui en pateixen tenen molt sovint fills que són portadors del gen recessiu, i que aquests poden viure fins a 60 anys.

## Incidència
La mitjana de la incidència del PKU varia considerablement segons les diferents poblacions humanes. A Turquia, 1 de cada 2.600 naixements (la taxa més alta del món) pateixen PKU; a Irlanda, 1 de cada 4500, 1 de cada 13000 a Noruega i menys d'1 de cada 10.0000 a Finlàndia. Als Estats Units, 1 de cada 15.000 nadons pateix la PKU. La incidència és relativament alta a Itàlia, Xina i el Iemen.